# Европско првенство у атлетици у дворани 2013 — штафета 4 × 400 метара за жене
Трка штафета на 4 х 400 метара у женској конкуренцији на Европском првенству у атлетици 2013. у Гетеборгу одржана је 3. марта.
Титулу освојену 2011. у Паризу, бранила је штафета Русије.
На првенству је учествовало 5 најбоље пласираних женских штафета у Европи у 2012. години:
- 3:20,23, Русија — друга на ЛОИ 2012. у Лондону;
- 3:23,57, Украјина — четврта на ЛОИ 2012. у Лондону;
- 3:24,76, Уједињено Краљевство — пета на ЛОИ 2012. у Лондону;
- 3:25,49, Француска — друга на ЕП 2012 у Хелсинкију;
- 3:26,02, Чешка — трећа на ЕП 2012 у Хелсинкију;
- 3:36,39, Шведска као домаћин такмичења
- рез. 3:26,52 Белорусија — девета на ЛОИ 2012. у Лондону

## Рекорди
| Рекорди пре почетка Европског првенства 2013. | Рекорди пре почетка Европског првенства 2013. | Рекорди пре почетка Европског првенства 2013. | Рекорди пре почетка Европског првенства 2013. | Рекорди пре почетка Европског првенства 2013. |
| --------------------------------------------- | --------------------------------------------- | --------------------------------------------- | --------------------------------------------- | --------------------------------------------- |
| Светски рекорд                                | Русија                                        | 3:23.37                                       | Глазгов, УК                                   | 28. јануар 2006.                              |
| Европски рекорд                               | Русија                                        | 3:23.37                                       | Глазгов, УК                                   | 28. јануар 2006.                              |
| Рекорди европских првенстава                  | Белорусија                                    | 3:27,83                                       | Бирмингам, УК                                 | 4. март 2007.                                 |
| Најбољи светски резултат сезоне у дворани     | Универзитет Арканзас                          | 3:35,20                                       | Њујорк, САД                                   | 2. фебруар 2013.                              |
| Најбољи европски резултат сезоне у дворани    |                                               |                                               |                                               |                                               |
| Рекорди после Европског првенства 2013.       |                                               |                                               |                                               |                                               |
| Рекорди европских првенстава                  | Велика Британија                              | 3:27,56                                       | Гетеборг, Шведска                             | 3. март 2013.                                 |
| Најбољи светски резултат сезоне у дворани     | Велика Британија                              | 3:27,56                                       | Гетеборг, Шведска                             | 3. март 2013.                                 |
| Најбољи европски резултат сезоне у дворани    | Велика Британија                              | 3:27,56                                       | Гетеборг, Шведска                             | 3. март 2013.                                 |

## Сатница
| Датум   | Време |        |
| ------- | ----- | ------ |
| 3. март | 18:30 | Финале |

### Финале
| Место | Земља                | Штафета                                                                | Резултат | Белешка      |
| ----- | -------------------- | ---------------------------------------------------------------------- | -------- | ------------ |
|       | Уједињено Краљевство | Ејли Чајлд, Шана Кокс, Кристин Охуруогу, Пери Шејкс Дрејтон            | 3:27.56  | РЕП, НР, СРС |
|       | Русија               | Олга Товарнова, Татјана Вешкурова, Надежда Котљарова, Ксенија Задорина | 3:28,18  |              |
|       | Чешка                | Дениса Росолова, Јитка Бартоничкова, Ленка Масна, Зузана Хејнова       | 3:28,49  |              |
| 4.    | Француска            | Мирјам Сумаре, Мирјел Иртис, Фара Анаршарси, Мари Гајо                 | 3:28,71  | НР           |
| 5.    | Украјина             | Yuliya Krasnoshchok, Олга Бибик, Kseniya Karandyuk, Олга Земљак        | 3:34,61  |              |
| 6.    | Шведска              | Јосефин Магнусон, Моа Јелмер, Фрида Персон, Елин Морајти               | 3:36,17  |              |